# Somatochlora flavomaculata
Somatochlora flavomaculata е вид водно конче от семейство Corduliidae. Видът не е застрашен от изчезване.

## Разпространение
Разпространен е в Австрия, Албания, Беларус, Белгия, Босна и Херцеговина, Германия, Грузия, Гърция (Егейски острови), Дания, Естония, Иран, Италия, Казахстан, Латвия, Литва, Лихтенщайн, Молдова, Нидерландия, Норвегия, Полша, Северна Македония, Румъния, Русия, Словакия, Словения, Сърбия, Турция, Украйна, Унгария, Финландия, Франция (Корсика), Хърватия, Черна гора, Чехия, Швейцария и Швеция.
Регионално е изчезнал в Люксембург и вероятно е изчезнал в България.

## Описание
Популацията на вида е стабилна.